# Добровольський Андрій Омелянович
Андрі́й Омеля́нович Доброво́льський (нар. 11 грудня 1996 — 17 листопада 2017) — солдат Збройних сил України, учасник російсько-української війни.

## Життєпис
Народився 1996 року в селі Тустань (Галицький район, Івано-Франківська область). Закінчив тустанську школу № 1, 2016 року — Івано-Франківський професійний політехнічний ліцей, здобув фах машиніста. Писав вірші, малював, займався альпінізмом.
Пішов до війська за контрактом 12 грудня 2016 року — після повернення з фронту батька. Пройшов навчання на полігоні у Старичах; з травня по листопад 2016-го служив у зоні бойових дій, воював у Красногорівці. До травня 2017 проходив службу в Ценжіві, звідки знову виїхав на фронт. Солдат, командир бойової машини — командир відділення 2-ї роти 8-го батальйону.
Загинув 17 листопада 2017 року внаслідок обстрілу позицій у районі села Троїцьке (Попаснянський район); лікарі зробили все можливе, але поранення було надто важким.
21 листопада 2017-го похований в селі Тустань, у Галицькому районі оголошено День жалоби.
Без Андрія лишились батьки, молодший брат, сестра й дружина.

## Нагороди та вшанування
- указом Президента України № 189/2018 від 27 червня 2018 року «за особисту мужність і самовіддані дії, виявлені у захисті державного суверенітету та територіальної цілісності України, зразкового виконання військового обов'язку» — нагороджений орденом «За мужність» III ступеня (посмертно)[1]
- 16 листопада 2018 року на фасаді Івано-Франківського професійного політехнічного ліцею встановили анотаційну дошку Андрію Добровольському.